# ニューロリギン

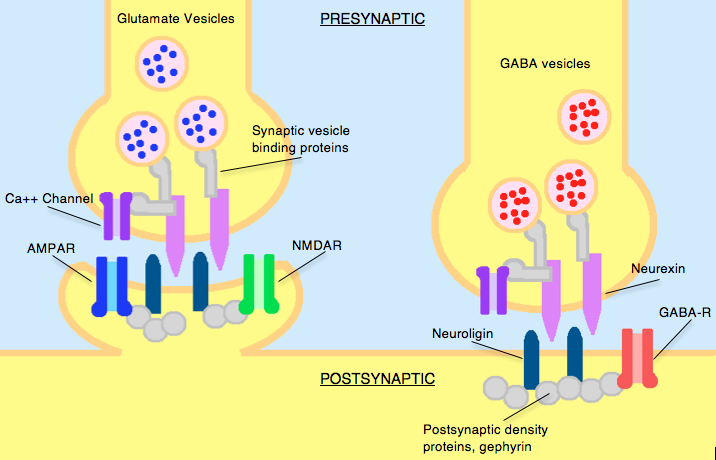
ニューロリギンとニューレキシンの間の結合（"handshake"）

ニューロリギンまたはニューロリジン（英: neuroligin、略称: NLGN）は、シナプス後膜に位置するI型膜貫通タンパク質、細胞接着タンパク質であり、神経細胞間のシナプスの形成と維持を媒介している。ニューロリギンは、シナプス前膜に位置する細胞接着タンパク質であるβ-ニューレキシンのリガンドとして機能する。ニューロリギンとβ-ニューレキシンとの結合（"shake hands"と呼ばれる）によって、2つの神経細胞間の連結とシナプスの形成が行われる。ニューロリギンはシナプスの機能を決定することで神経ネットワークの性質にも影響を及ぼし、またシナプスの重要な構成要素をリクルートして安定化することでシグナル伝達を媒介する。ニューロリギンは他のシナプス後タンパク質と相互作用し、細胞の成熟とともに神経伝達物質受容体やチャネルをシナプス後肥厚へ局在させる。さらに、ニューロリギンはヒトの末梢組織でも発現しており、血管新生に関与していることが示されている。ヒトでは、ニューロリギンをコードする遺伝子の変化は、自閉症やその他の認知機能障害と関係していることが示唆されている。

## 構造
ニューロリギンはCa2+依存的にα-ニューレキシンやβ-ニューレキシンのLNSドメインに結合し、異種分子間の経シナプス認識コードを確立する。ニューロリギンの細胞外ドメインは大部分の領域がアセチルコリンエステラーゼと相同であるが、触媒に重要なアミノ酸残基は保存されておらず、エステラーゼ活性は持たない。この相同領域は、ニューロリギンが適切に機能するために重要である。
ニューロリギン1の結晶構造から、β-ニューレキシン1との結合の際にニューロリギン1は二量体を形成し、二量体の両側にそれぞれβ-ニューレキシン1単量体が結合した四量体が形成されることが明らかにされている。ニューロリギン/ニューレキシン相互作用面にはCa2+が結合している。相互作用面近傍にはニューロリギン1とβ-ニューレキシン1の双方の選択的スプライシング部位が位置しており、選択的スプライシングによる挿入配列の有無によって両者の相互作用に影響が生じると考えられている。ニューロリギン二量体の存在は神経細胞内でも生化学的に検出されており、異なるニューロリギン間で形成されるヘテロ二量体が存在していることも確認されている。

## 遺伝子
ニューロリギンは、ヒト、齧歯類、ニワトリ、キイロショウジョウバエ、Caenorhabditis elegans、ミツバチ、アメフラシなど脊椎動物と無脊椎動物の双方で同定されている。マウスやラットでは3つの遺伝子がニューロリギンを発現しており、ヒトには5種類の遺伝子が存在する。ショウジョウバエは4種類、ミツバチは5種類、C. elegansとアメフラシは1種類のみである。
ヒトで既知のニューロリギン遺伝子は、NLGN1、NLGN2、NLGN3、NLGN4X、NLGN4Y（NLGN5）である。各遺伝子がシナプス伝達にそれぞれ固有の影響を及ぼすことが知られている。

### 発現
ニューロリギンの発現は種間で異なっている可能性がある。ニューロリギン1は、特に中枢神経系の興奮性シナプスで発現している。ヒトでは、ニューロリギン1の発現は出生前には低く、出生後1–8日に上昇し、その後は成体まで高く維持される。シナプス形成が活発に行われる出生後の発現上昇は、PSD-95の発現上昇と対応している。ニューロリギン2は主に中枢神経系の抑制性シナプスに濃縮されているが、マウスやヒトでは膵臓、肺、内皮、子宮や結腸などの組織でも発現している可能性がある。ニューロリギン3は中枢神経系の神経細胞で発現している。またマウスやラットではさまざまなグリア細胞でも発現しており、ヒトでは脳、心臓、骨格筋、胎盤、膵臓でも発現している。ニューロリギン4Xは心臓、肝臓、骨格筋、膵臓で発現しており、脳でも低レベルで発現している。ニューロリギン4Y（ニューロリギン5）はY染色体にコードされており、ニューロリギン4Xとの差異は19アミノ酸のみである。ニューロリギンのmRNAはヒトの大血管の内皮細胞や後根神経節に存在している。

### 選択的スプライシング
mRNAの転写後に行われる修飾である選択的スプライシングは、α、β-ニューレキシンに対する結合選択性やシナプスの機能を調節している。ニューロリギンの選択的スプライシングは、主要な機能ドメインであるアセチルコリンエステラーゼ相同領域に生じる。この領域にはA部位、B部位と呼ばれる2つの保存されたスプライス部位が存在し、各ニューロリギン遺伝子から最大で4種類のアイソフォームが産生されている可能性がある。ニューレキシンの側でも選択的スプライシングが生じており、スプライスバリアント間では結合選択性に差異がある。スプライシングバリアント間で特定のペアが形成されることで、シナプスの機能にも影響が生じる。一例として、B部位での挿入を欠くニューロリギンとS4部位での挿入を有するβ-ニューレキシンのペアは、抑制性のGABA作動性シナプスの分化を促進する。一方、B部位での挿入を有するニューロリギンとS4部位での挿入を欠くβ-ニューレキシンのペアは、興奮性のグルタミン酸作動性シナプスの分化を促進する。A部位での挿入はニューロリギンの抑制性シナプスへの局在と機能を促進している可能性があるが、その機構は不明である。

## ニューレキシンとの活性
ニューレキシンとニューロリギンは協働的に機能し、シナプス小胞の局在に必要な細胞骨格要素を呼び寄せ、維持している。ニューレキシンは小胞の放出に必要な電位依存性カルシウムチャネルを保持するために必要であり、一方ニューロリギンは神経伝達物質受容体やシナプス後部の特殊形態に必要なタンパク質を局在させるためにニューレキシンと結合する。シナプス後部位では、ニューロリギンは特定の神経伝達物質受容体やチャネルを刺激する特殊なタンパク質とネットワークを形成し、シナプスの成熟過程でシナプス後終末の特殊な領域を高密度で占めるようになる。発生中のシナプスにはさまざまなニューロレキシンとニューロリギンが含まれており、発生中の細胞は他の細胞とさまざまな接続を形成することができる。

## シナプス形成
ニューロリギンは、in vitroでの新たな機能的シナプス前終末の形成に十分である。しかしながら、免疫グロブリンドメインタンパク質やカドヘリンファミリータンパク質などの他の接着分子も、シナプス形成の際の軸索と樹状突起の最初の接触を媒介していることが示唆されている。その後、ニューレキシンとニューロリギンは接触を強化する役割を果たす。
スプライスバリアントによる選択性、ニューロリギンやニューレキシンの濃度、シナプス膜に位置する他の相互作用タンパク質といった因子がシナプスの分化とバランスに影響を及ぼす。シナプス形成の際、シナプスは興奮性または抑制性のいずれかへと分化する。興奮性シナプスはシナプス後ニューロンの活動電位の発火の可能性を高めるシナプスであり、多くの場合、神経伝達物質としてグルタミン酸が放出されるグルタミン酸作動性シナプスである。抑制性シナプスはシナプス後ニューロンの活動電位の発火の可能性を低くするシナプスであり、多くの場合、神経伝達物質としてGABAが放出されるGABA作動性シナプスである。特に初期発生においては、ニューロンは興奮性と抑制性のシナプス入力を適切なバランス（E/I ratio）で受ける必要がある。E/I ratioのバランスの異常は、自閉症スペクトラム障害と関係していると考えられている。
ニューロリギン1は興奮性シナプスに、ニューロリギン2は抑制性シナプスに、そしてニューロリギン3はその双方に局在する。ニューロリギン1、2、3の濃度の低下によって抑制性の入力は大きく減少するが、興奮性の入力にはほとんど減少はみられない。さらにニューロリギンは、興奮性シナプスのシナプス後肥厚においてシナプスタンパク質を固定する細胞内タンパク質PSD-95や、抑制性シナプスにおける対応する足場タンパク質であるゲフィリンと相互作用する。ニューロリギン2、4はゲフィリンの局在を調節するタンパク質コリビスチンとも特異的に相互作用する。PSD-95の濃度は、興奮性と抑制性の入力のバランスに影響を及ぼすようである。PSD-95/ニューロリギン比の増大はE/I ratioを高め、PSD-95/ニューロリギン比の低下は反対の影響を及ぼす。また、PSD-95の過剰発現によってニューロリギン2は興奮性シナプスから抑制性シナプスへ送られ、興奮性入力は強化されて抑制性入力は弱められる。こうしたニューロリギン、ニューレキシン、そしてPSD-95などとの相互作用は、興奮性シナプスと抑制性シナプスの発生とバランスを制御する、フィードバック機構によって制御された調節機構となっている可能性がある。

## 臨床的意義
ニューロリギンの機能不全は、自閉症スぺクトラム障害（ASD）への関与が示唆されている。ASDの患者のニューロリギン遺伝子には、点変異、ミスセンス変異、中間部欠失などさまざまな遺伝的変化が同定されている。X連鎖型自閉症家系に対して行われた研究では、NLGN3やNLGN4に特定の変異が同定されている。これらの変異はニューロリギンの機能に影響を及ぼし、またシナプス伝達に干渉することが示されている。
また、Y染色体にコードされるニューロリギンであるNLGN4Yに対する移行抗体は、男性の同性愛との関連が示唆されている。

### NLGN3の変異
自閉症と関連したNLGN3のR451C変異はニューロリギンのトラフィッキングの欠陥を引き起こし、変異タンパク質は小胞体に保持されることが示されている。細胞膜に到達したわずかな変異タンパク質はニューレキシン-1に対する結合活性が低下しており、機能喪失変異であることが示唆される。一方、この変異をマウスに導入すると、社会的相互作用の欠陥、空間学習能力の向上、抑制性シナプス伝達の増加がみられる。Nlgn3の欠失ではこうした効果はみられないため、R451Cが機能獲得変異であることが示唆される。また、この結果は抑制性シナプス伝達の増加がヒトの自閉症スペクトラム障害に寄与している可能性がある、という主張を支持している。

### NLGN4の変異
X連鎖型自閉症患者には、NLGN4の変異も見つかっている。フレームシフト変異1186Tは、本来よりも上流に終止コドンが生じ、切り詰められたタンパク質が産生されるようになる変異である。変異タンパク質は細胞内に保持されるが、その結果シナプスの細胞接着分子の機能が損なわれ、またニューロリギンのニューレキシンへの結合が変化することでシナプスに必須の機能が阻害される。自閉症スペクトラム障害と関連した他のNLGN4変異には、2塩基対の欠失変異である1253delAGがある。この変異もフレームシフトを引き起こし、上流に終止コドンが生じる。他にもエクソン4、5、6を含む領域の欠失によるヘミ接合が同定されており、757 kbの欠失により大きく切り詰められたタンパク質が産生されるようになると予測されている。